# 滋賀医科大学医学部附属病院事件
滋賀医科大学医学部附属病院事件（しがいかだいがくいがくぶふぞくびょういんじけん）は、日本の大学病院で起きた事件。

## 概要
滋賀医科大学医学部附属病院には前立腺癌を治療する第一人者の医師が在籍していた。この医師は滋賀医科大学が2015年に前立腺癌の治療の研究や教育のために設けた寄附講座の特任教授であり、これまでに1200人近い患者を治療してきた。ところが滋賀医科大学は2017年12月にこの寄附講座を2019年末に閉鎖して、担当していた特任教授の医師による治療は2019年6月までにするということが公表された。この寄附講座は放射性医薬品会社の支援を得て滋賀医科大学に設けられた寄附講座で、この分野で卓越した治療成績を残している医師が特任教授に就任して、泌尿器科からは完全に独立した形で治療が行われていた。
このようになっていたのは、泌尿器科講座と寄附講座との間には埋めようのない溝ができていたからであった。このような溝ができていたのは、泌尿器科の未経験の医師がこのことを患者に告げずに治療を実施していたのを、寄附講座特任教授の医師が寸前に止めていたからであった。これまでに泌尿器科の科長と部下の准教授が寄附講座とは別に小線源治療の窓口を開設し、泌尿器科独自の小線源治療を計画するということをしていた。このことから以降の患者は病院の総合受付窓口を通じて泌尿器科独自の小線源治療に案内されることになった。本来ならば患者は寄附講座の方へ案内され、小線源治療のエキスパートである特任教授の担当に置かれるべきであり、泌尿器科の医師には患者には特任教授の治療を受ける権利と選択肢を持っていることを説明する義務があったというのに説明されていなかった。
このことに対しては患者の間には動揺が広がり、患者の会の代表は2019年3月13日に国会と厚生労働省に申し入れを行い、署名を提出した。特任教授の医師と患者は病院側の方針というのは治療妨害に当たるとして、治療を継続するように求めて大津地方裁判所に仮処分を申し立てた。2019年5月20日に大津地方裁判所は、特任教授の医師の主張を全面的に認めて、治療を11月26日まで延期することを命じる決定をした。
患者のカルテを組織的に不正閲覧をするということも行われていた。患者会のメンバーは2019年1月16日に厚生労働省を訪れ、泌尿器科の医師らが中心となり、約1000人もの患者のカルテの不正閲覧を行っていたことへの対応を申し入れた。患者会は泌尿器科教授の指示の下に行われたFACT-Pと呼ばれるQOL調査に関しての様々な不正の調査を厚生労働省に要請したところで、この問題とは別に院長をはじめ多数の医師や事務職員によって不正閲覧があったとの情報が寄附講座特任教授から患者会に通報されていた。
2019年10月には緑風出版から滋賀医科大学附属病院でのこの事件についてを述べた書籍『名医の追放─滋賀医科大病院事件の記録─』が出版される。滋賀医科大学附属病院には高度な技量を要する前立腺癌の小線源治療で名高い名医がいるため全国から患者が押し寄せる病院で、泌尿器科のボス医師らが手術未経験であるということを患者に隠した上で治療をたくらんでいたが、この暴挙を告発・阻止して患者を救った名医が病院を追われようとする。そして次々と浮上する卑劣な工作について述べている。
2015年には泌尿器科の教授は公文書の偽造を行っていた。特任教授の実名と実印の入った学長宛の文書が偽造されていた。この文書は特任教授と他の教授の連名の文書であり、特任教授の実名と実印も入っていたが、特任教授の同意は得られていなかった。滋賀県警察は2020年8月27日に滋賀医科大学の教授を有印公文書偽造の容疑で書類送検した。
この事件で滋賀医科大学医学部附属病院から追放されていた医師は、2021年より宇治市の病院で治療を再開することになった。事件からは1年7ヶ月間にわたって治療の中断を余儀なくされていた。2021年8月より月に10件のペースで治療を再開しており年間に120件を行う計画である。関東や九州や東北からもコロナ禍にもかかわらず大勢の患者が受診に訪れている。